# Ana María de Solms-Sonnewalde
La condesa Ana María de Solms-Sonnewalde (24 de enero de 1585 en Sonnewalde-20 de noviembre de 1634 en Ottweiler) fue condesa de Solms-Sonnewalde por nacimiento y por matrimonio condesa de Hohenlohe-Langenburg.

## Biografía

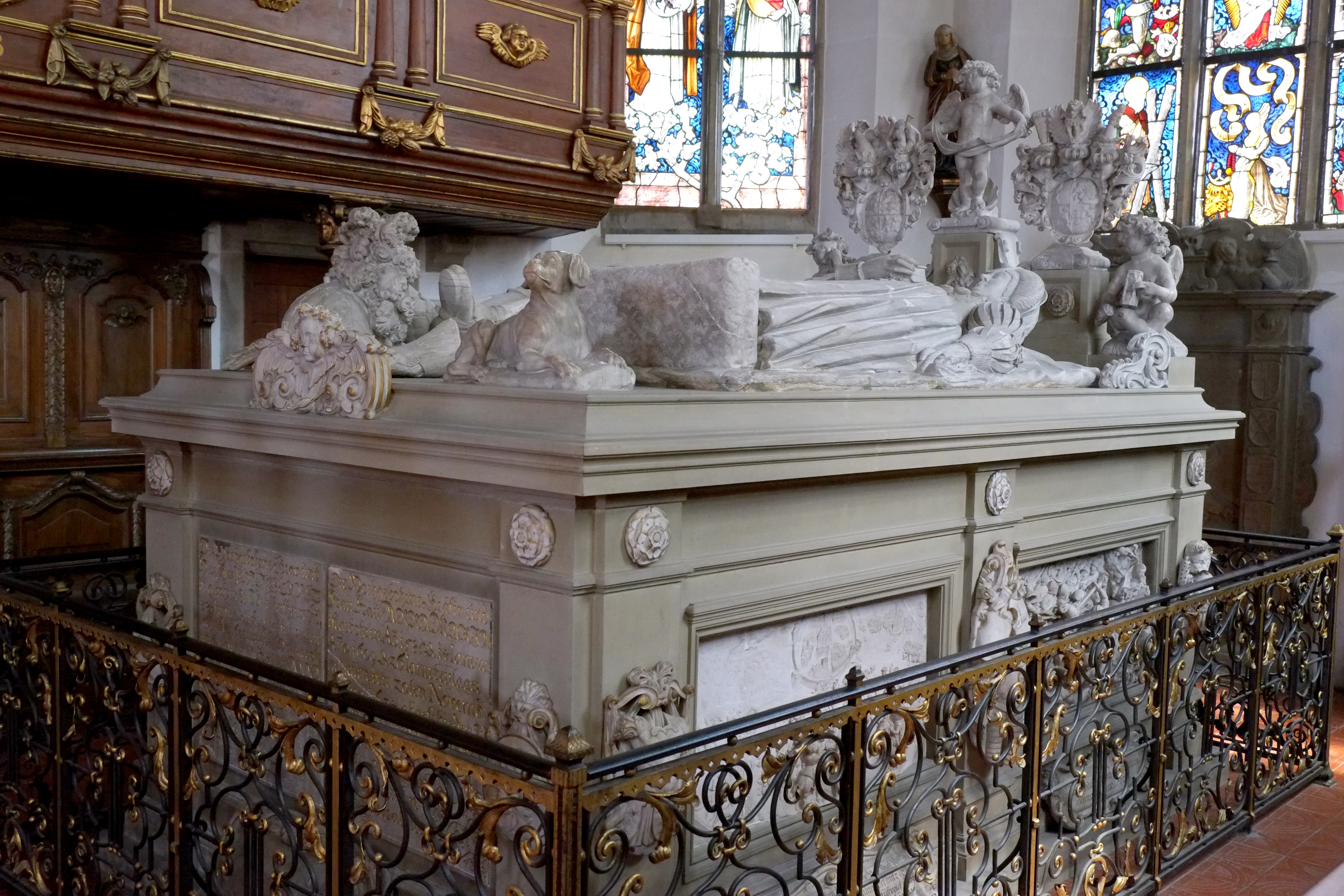
Vista de la sepultura de Felipe Ernesto y Ana María.

Ana María era la tercera hija del Conde Otón de Solms-Sonnewalde (1550-1612), y de su esposa Ana (1560-1635), la hija mayor del Conde Alberto de Nassau-Weilburg.
El 15 de enero de 1609 contrajo matrimonio con el Conde Felipe Ernesto de Hohenlohe-Langenburg (1584-1628), el hijo del Conde Wolfgang de Hohenlohe-Neunstein. En medio del alboroto de la Guerra de los Treinta Años, la viuda Ana María asumió las riendas del gobierno. En septiembre de 1634, huyó justo a tiempo con su madre y sus hijos y una escolta de 200 caballeros proporcionada por el Conde Palatino del Rin. Huyó a Saarbrücken y después a Ottweiler, la ciudad natal de su madre.
Murió en Ottweiler el 20 de noviembre de 1634 y fue enterrada junto a su marido en la iglesia de la ciudad de Langenburg. Un monumento de piedra conmemorando a la pareja todavía permanece en pie detrás del altar.

## Descendencia
De su matrimonio con el Conde Felipe Ernesto, tuvo los siguientes hijos:
- Wolfgang Otón (1611-1632)
- Felipe Ernesto (1612-1612)
- Luis Crato (1613-1632)
- Felipe Mauricio (1614-1635)
- Jorge Federico (1615-1616)
- Ana Magdalena (1617-1671), desposó a Jorge Luis, Burgrave de Kirchberg, Conde de Hachenbach (m. 1686)
- Dorotea (n. 1618)
- Joaquín Alberto (1619-1675), Conde de Hohenlohe-Kirchberg
- Eva Cristina (1621-1681), desposó al Conde Wolfgang de Hohenlohe-Waldenburg (1617-1658)
- María Juliana (1623-1695), desposó:
  1. en 1647 a Juan Guillermo, Archicopero y Conde de Limpurg (m. 1655)
  2. en 1663 a Francisco, Archicopero y Conde de Limpurg (m. 1673)
- Enrique Federico (1625-1699), desposó:
  1. en 1652 a la Condesa Leonor Magdalena de Hohenlohe-Weikersheim (1635-1657)
  2. en 1658 a la Condesa Juliana Dorotea de Castell-Remlingen (1640-1706)

- Datos: Q78018
- Multimedia: Anna Maria of Solms-Sonnenwalde / Q78018